# École des sous-officiers de l'armée de terre (Tunisie)
L’École des sous-officiers de l'armée de terre est un établissement tunisien d’instruction militaire chargé de former les élèves sous-officiers de l'armée de terre tunisienne, des directions et des organes centraux du ministère de la Défense, en leur prodiguant les connaissances et le savoir-faire fondamental, leur permettant l’intégration dans la vie militaire.